# Echium horridum
Echium horridum är en strävbladig växtart som beskrevs av Jules Aimé Battandier. Echium horridum ingår i släktet snokörter, och familjen strävbladiga växter. Inga underarter finns listade i Catalogue of Life.